# La Pobla de Claramunt
La Pobla de Claramunt là một đô thị trong ‘‘comarca’’ Anoia, Catalonia, Tây Ban Nha.

## Biến động dân số
| 1900 | 1930 | 1950 | 1970 | 1986 | 2007 |
| ---- | ---- | ---- | ---- | ---- | ---- |
| 1074 | 1121 | 1049 | 1518 | 1685 | 2193 |

## Các khu vực bên trong
La Pobla de Claramunt gồm 5 làng (dân số năm 2005):
- Els Vivencs (45)
- Barri de l'Estació (629)
- Les Garrigues (116)
- Els Masets (4)
- La Rata (50)
- El Xaró (155)